# Shaker Heights
Shaker Heights est une ville de l'État de l'Ohio, aux États-Unis. Elle se situe dans la banlieue de Cleveland. Au recensement de 2010, la population de la ville était de 28 448 habitants.
Pour l'historien Daniel J. Boorstin, Shaker Heights « donna le ton à toutes les banlieues du pays », ceci en évitant le plan en damier typique des villes et en créant des rues en courbes épousant le contour de lacs artificiels. Cette promotion urbaine fut le fait des frères Van Sweringen qui dotèrent Shaker Heights d'un réseau de transports en commun.

## Culture
- Paul Newman, David Wain, Molly Shannon, Fred Willard, Kid Cudi et Ted Mosby (personnage de la série How I Met Your Mother) y sont nés.
- L'intrigue du livre et de la série Little Fires Everywhere, se déroule Shaker Heights. L'auteure Celeste Ng y a vécu durant son adolescence[2].

## Villes jumelles
- Voljski, Russie